# Улица Композиторов Воробьёвых

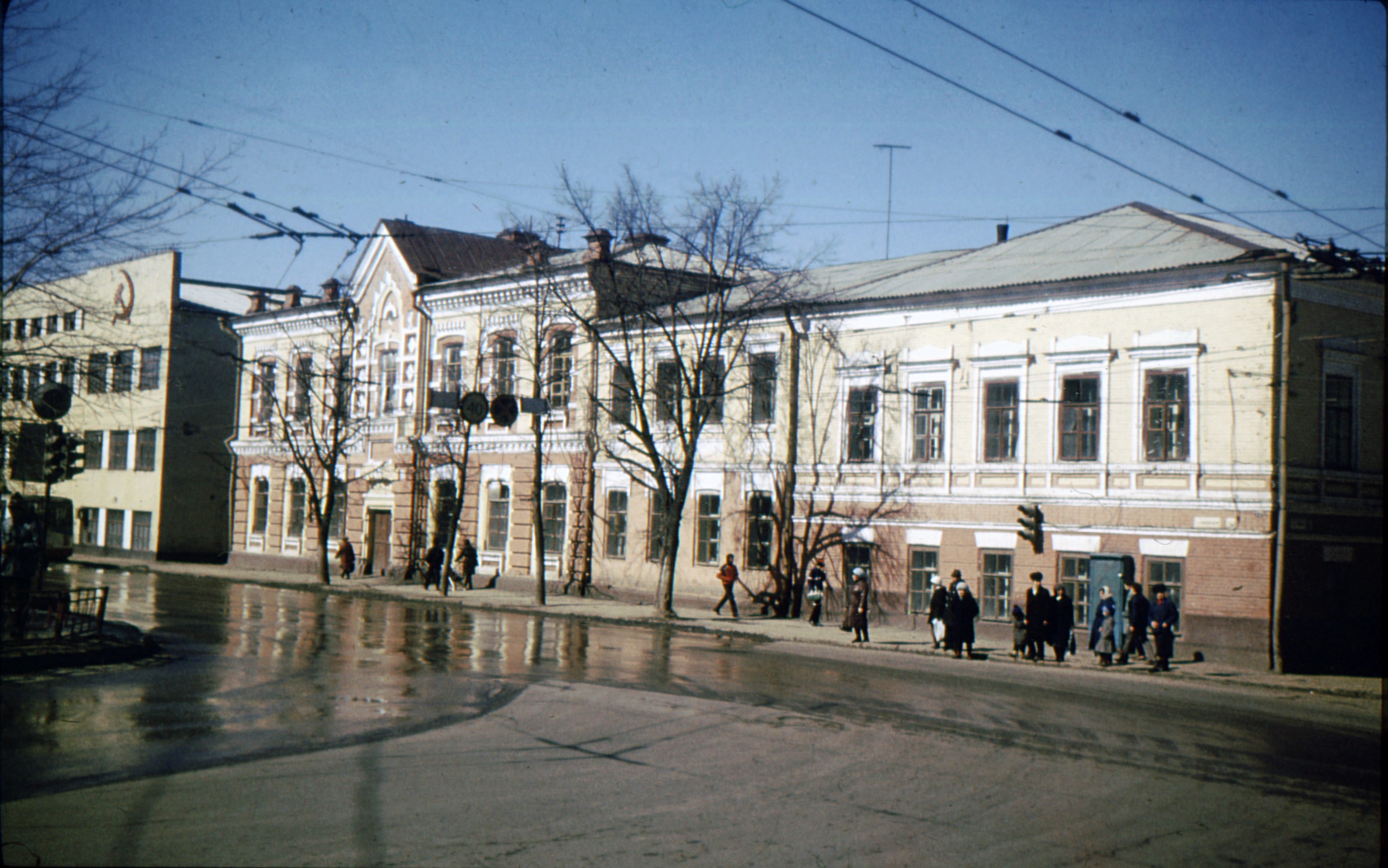
Улица Володарского в 1988 году

У́лица Компози́торов Воробьёвых — улица в историческом центре города Чебоксары, столицы Чувашской Республики.
Является одной из ключевых магистралей. Расположена в Ленинском районе города, между двумя крупнейшими городскими мостами: Московским и Калининским.
Улица является сердцем транспортной системы, соединяя основные транзитные магистрали западного, восточного и южного направлений.
С запада в улицу вливается Московский проспект (дорога на Москву), с востока улица Калинина (дорога на Йошкар-Олу), а с юга улица Карла Маркса (дорога на Казань).
Из-за сильного транспортного потока движение по улице бывает затруднено, часто возникают пробки.

## Происхождение названия
Улица названа в честь известных чувашских композиторов — отца и сына Воробьёвых: деревянный частный дом, в котором жила семья Воробьёвых, находился на перекрёстке этой улицы с улицей Урицкого (ныне — Президентский бульвар). Учился Геннадий в школе № 1, которая находилась тогда напротив их дома.
Отец — Василий Петрович Воробьёв (1887—1954), автор музыки ко многим чувашским народным и современным песням. Организовал Чувашский народный хор чебоксарской музыкальной школы, который в 1924 году соединили с хором композитора Ф. П. Павлова, сейчас это известный «Чувашский государственный академический ансамбль песни и танца». Среди учеников Василия Петровича множество известных деятелей искусств Чувашии.
Сын В. П. Воробьёва, Геннадий Васильевич, прожил всего 21 год, но навечно вошёл в историю чувашской музыки. Уже в 8 лет он сочинил «Чувашскую мелодию» для фортепьяно. Произведения Г. В. Воробьёва стали исполняться не только в Чувашии, но и во всей России. Наиболее известное его произведение — четырёхчастная симфония, до сих пор считающаяся одним из лучших произведений чувашской музыки.
До революции улица была Безымянной, в первой четверти XX в. — улица Троцкого-2я, с 6 ноября 1926 года по 19 апреля 2001 года улица носила имя революционера В. Володарского.

## Достопримечательности
Улица Композиторов Воробьёвых расположена в самом центре города, из-за чего является его общественно-социальным и культурным центром. В районе улицы находятся крупнейшие магазины и рестораны, театры и музеи, государственные учреждения.
Непосредственно на самой улице расположены: крупные магазины — «Дом мод», «Перекрёсток» и «Колизей»; ресторан «Вкусно — и точка»; кафе; Чувашский национальный конгресс.

Дом Н. П. Ефремова. Начало XX в.

### Чувашский национальный конгресс — бывший особняк Николая Ефремова (дом № 10)
Недалеко от перекрёстка с бульваром Купца Ефремова, где до революции располагался отчий дом Ефремовых, в 1910 году старший сын П. Е. Ефремова — Николай Ефремов построил особняк, сочетающий характерные для модерна объемно-пространственные решения и трактовку фасадов в традициях эклектики. Дом сохранился до наших дней. Он состоит из трех различных объёмов. Сдвинутые относительно друг друга разноэтажные объёмы придают фасадам здания пластичную выразительность. Угловая часть выполнена полукруглой верандой. Вплоть до конца XX века внутренний и наружный декор не изменялись, лишь в конце XX века фасадная часть дома была несколько обновлена. В 1920-х годах в нём размещался Ревком Чувашской автономной области, позднее — детский дом, а потом долгое время — Дворец бракосочетания. Ныне в нем находится общественная организация «Чувашский национальный конгресс». Здание выходит главным фасадом на улицу Композиторов Воробьевых и является памятником архитектуры федерального значения.

## Здания и сооружения

Чувашский национальный конгресс

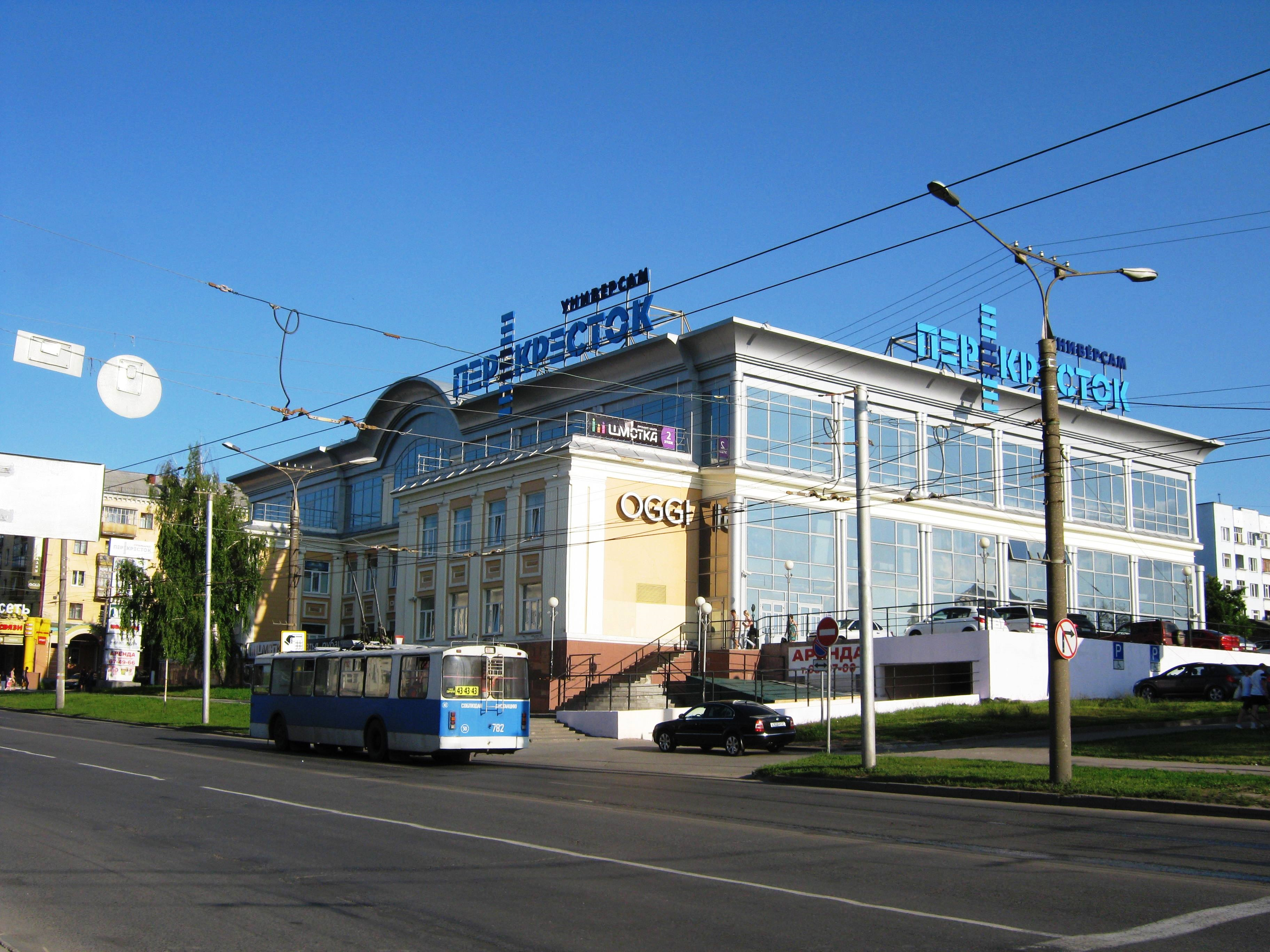
Универсам «Перекрёсток»

- № 5  памятник архитектуры (региональный) — Бизнес-центр (бывший Дом печати).
- № 7/19  памятник архитектуры (региональный) — бизнес-центр (бывшее общежитие преподавателей Чувашского педагогического института, изначально назывался «Дом красной профессуры», 1930 год).
- № 9/22  памятник архитектуры (региональный) — банк «Сбербанк» (бывший Дом-жилкомбинат работников НКВД)[6].
- № 10  памятник архитектуры (федеральный) — Чувашский национальный конгресс (особняк купца Н. П. Ефремова).
- № 14/5 — здание уездного духовного училища (бывший дом купца Щербакова, 1840; выявленный объект культурного наследия[7]).
- № 15/22  памятник архитектуры (региональный) — Дом, в котором в годы Великой Отечественной войны в 1941—1945 гг. размещался эвакогоспиталь № 3058. Ныне универсам «Перекрёсток»
- № 16  памятник архитектуры (региональный) — административное здание (ОАО «Техноприбор»).
- № 17/5 — ресторан «Вкусно — и точка» (бывший ресторан «Макдоналдс»).
- № 20/3 — торговый центр «Дом мод».

## Проезд. Транспорт
- Автобус № 15, 35, 52, 101с, 42
- Троллейбус № 1, 3, 4, 18

## Смежные улицы
- Московский проспект
- Президентский бульвар
- Ленинградская улица
- Улица Карла Маркса
- Бульвар Купца Ефремова
- Улица Калинина
- Красная площадь